# Halligbrot

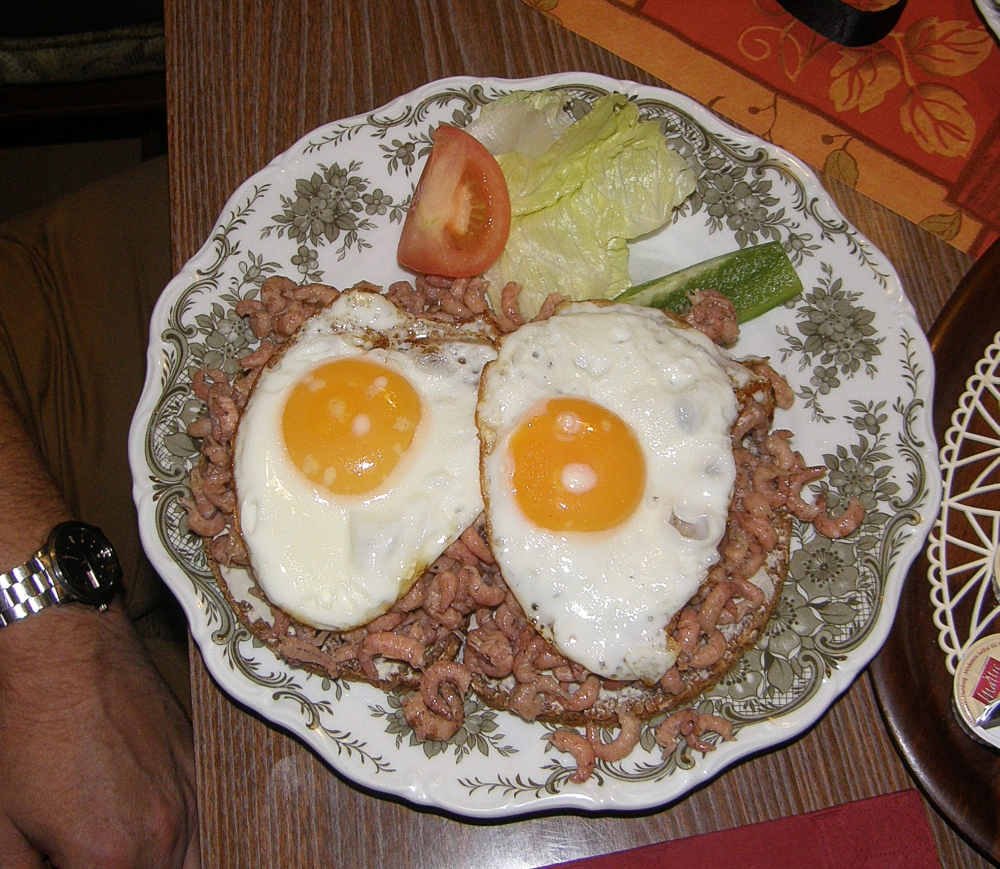
Halligbrot mit Beilage

Halligbrot ist ein vor allem in Nordfriesland üblicher Begriff für ein traditionelles Gericht aus der norddeutschen Küche, ein Schwarzbrot bestrichen mit Butter (insbesondere Halligbutter) und belegt mit Nordseekrabben und Spiegeleiern.
Der Begriff spielt auf die Halligwelt an, welche die Region prägt. Das Gericht gilt als klassisches und einfaches Krabbengericht und Gastronomiebetriebe aus der Region weisen „Halligbrot“ als Spezialität aus. Gebräuchlich für die Speise sind auch die beschreibenden Bezeichnungen Krabbenbrot mit Spiegelei oder kurz Krabbenbrot, allerdings werden auch das schwedische Räksmörgås und asiatische Krabbenchips Krabbenbrot genannt. Speisen, die andere Garnelenarten als die Nordseegarnele verwenden, gelten nicht als Halligbrot. Bei einer Variation des Halligbrotes werden Rühreier anstelle der Spiegeleier verwendet.